# U-69 (1940)
| U-69 | U-69 | U-69 |
| --- | --- | --- |
| | | |
| | | |
| Зображення підводного човна підтипу VIIC                                                                    | | |
| Під прапором                                                                                                | Третій Рейх | Третій Рейх |
| Спуск на воду                                                                                               | 19 вересня 1940 року | 19 вересня 1940 року |
| Виведений зі складу флоту                                                                                   | 2 листопада 1940 року | 2 листопада 1940 року |
| Сучасний статус                                                                                             | 17 лютого 1943 року потоплений у Північній Атлантиці британським есмінцем «Фейм» при спробі атаки конвою ONS 165                     | 17 лютого 1943 року потоплений у Північній Атлантиці британським есмінцем «Фейм» при спробі атаки конвою ONS 165                     |
| Бойовий досвід                                                                                              | Друга світова війна Битва за Атлантику                                                                                               | Друга світова війна Битва за Атлантику                                                                                               |
| Проєкт | | |
| Тип ПЧ | середній торпедний ДПЧ | середній торпедний ДПЧ |
| Розробник проєкту                                                                                           | Friedrich Krupp Germaniawerft, Кіль                                                                                                  | Friedrich Krupp Germaniawerft, Кіль                                                                                                  |
| Вартість | 4 714 000 ℛℳ | 4 714 000 ℛℳ |
| Основні характеристики                                                                                      | | |
| Швидкість (надводна)                                                                                        | 17,7 вузла (32,8 км/год) | 17,7 вузла (32,8 км/год) |
| Швидкість (підводна)                                                                                        | 7,6 вузла (14,1 км/год) | 7,6 вузла (14,1 км/год) |
| Робоча глибина занурення                                                                                    | 230 м | 230 м |
| Гранична глибина занурення                                                                                  | 250—295 м | 250—295 м |
| Дальність плавання                                                                                          | 80 миль (150 км) на швидкості 4 вузли (в підводному положенні) 8500 миль (15 700 км) на швидкості 10 вузлів (у надводному положенні) | 80 миль (150 км) на швидкості 4 вузли (в підводному положенні) 8500 миль (15 700 км) на швидкості 10 вузлів (у надводному положенні) |
| Екіпаж | 44—52 особи | 44—52 особи |
| Розміри | | |
| Довжина найбільша (по КВЛ)                                                                                  | 67,1 м | 67,1 м |
| Ширина корпусу найб.                                                                                        | 6,2 м | 6,2 м |
| Висота | 9,6 м | 9,6 м |
| Середня осадка (по КВЛ)                                                                                     | 4,74 м | 4,74 м |
| Водотоннажність надводна                                                                                    | 769 т | 769 т |
| Силова установка                                                                                            | | |
| дизель-електрична; 2 дизельних двигуни MAN M 6 V 40/46, 2 електродвигуни Siemens-Schuckertwerke GU 343/38-8 | | |
| Гвинти | 2 | 2 |
| Потужність                                                                                                  | 2 × 2100—2310 к.с. (дизелі) 2 × 750 к.с. (електродвигуни)                                                                            | 2 × 2100—2310 к.с. (дизелі) 2 × 750 к.с. (електродвигуни)                                                                            |
| Озброєння                                                                                                   | | |
| Артилерія                                                                                                   | 1 × 88-мм палубна гармата SK C/35 | 1 × 88-мм палубна гармата SK C/35 |
| Торпедно- мінне озброєння                                                                                   | 4 носових і один кормовий ТА 14 торпед та 26 мін TMA                                                                                 | 4 носових і один кормовий ТА 14 торпед та 26 мін TMA                                                                                 |
| ППО | 1 × 37-мм зенітна гармата Flak M42 2 × 20-мм зенітні гармати FlaK 30                                                                 | 1 × 37-мм зенітна гармата Flak M42 2 × 20-мм зенітні гармати FlaK 30                                                                 |

U-69 — німецький середній підводний човен типу VIIC, що входив до складу Військово-морських сил Третього Рейху за часів Другої світової війни. Закладений 11 листопада 1939 року на верфі Friedrich Krupp Germaniawerft у Кілі. Спущений на воду 19 вересня 1940 року, а 2 листопада 1940 року корабель увійшов до складу 7-ї навчальної флотилії ПЧ ВМС нацистської Німеччини. Першим командиром став капітан-лейтенант Йост Мецлер.

## Історія служби
U-69 був першим з німецьких підводних човнів типу VII C, найчисленнішого типу субмарин Третього Рейху, яких випущено 703 одиниці. Увійшов до складу 7-ї навчальної флотилії ПЧ, а з 1 лютого 1941 року — після завершення тренувань — перейшов до бойового складу цієї флотилії ПЧ Крігсмаріне. З лютого 1941 і до останнього походу в лютому 1943 року U-69 здійснив 10 бойових походів в Атлантичний океан. Підводний човен потопив 17 суден, сумарною водотоннажністю 67 515 брутто-реєстрових тонн, одне пошкодив (4887 GRT), і одному завдав невідновлювальних пошкоджень (5445 GRT).
17 лютого 1943 року при проведенні десятого бойового походу в Північній Атлантиці, діючи у складі вовчої зграї «Хаудеген», здійснив спробу атакувати союзний конвой ONS 165. Виявлений та атакований глибинними бомбами британського есмінця «Фейм», зазнавши пошкоджень, був змушений спливти, та протаранений британським кораблем і затонув. Всі 46 членів екіпажу загинули.

## Командири
- Капітан-лейтенант Йост Мецлер (2 листопада 1940 — 28 серпня 1941)
- Оберлейтенант-цур-зее Ганс-Юрген Ауфферманн (24-28 серпня 1941)
- Капітан-лейтенант Вільгельм Цан (28 серпня 1941 — 31 березня 1942)
- Капітан-лейтенант Ульріх Греф (31 березня 1942 — 17 лютого 1943)

## Перелік затоплених U-69 суден у бойових походах
| №                                                             | Дата            | Назва           | Тип                | Належність      | Водотоннажність (брт) | Вантаж | Конвой        | Результат та координати                                                | Наслідки атаки для екіпажу         | Прим. |
| ------------------------------------------------------------- | --------------- | --------------- | ------------------ | --------------- | --------------------- | --- | ------------- | ---------------------------------------------------------------------- | ---------------------------------- | --- |
| Перший похід (10.02—1.03.1941, 20 діб; Кіль—Лор'ян)           |                 |                 |                    |                 |                       | |               |                                                                        |                                    | |
| 1                                                             | 17 лютого 1941  | Siamese Prince  | вантажне судно     | Велика Британія | 8 456                 | генеральний вантаж |               | потоплено 59°53′ пн. ш. 12°12′ зх. д. / 59.883° пн. ш. 12.200° зх. д.  | 68 (усі загинули)                  | |
| 2                                                             | 19 лютого 1941  | Empire Blanda   | вантажне судно     | Велика Британія | 5 693                 | брухт та сталь | Конвой HX 107 | потоплено 60°45′ пн. ш. 18°36′ зх. д. / 60.750° пн. ш. 18.600° зх. д.  | 40 (усі загинули)                  | |
| 3                                                             | 23 лютого 1941  | Marslew         | вантажне судно     | Велика Британія | 4 542                 | 6000 тонн генеральних вантажів                                                                                            | Конвой OB 288 | потоплено 59°18′ пн. ш. 21°30′ зх. д. / 59.300° пн. ш. 21.500° зх. д.  | 36 (13 загинули та 23 вціліли)     | |
| Другий похід (18.03—11.04.1941, 25 діб; Лор'ян—Лор'ян)        |                 |                 |                    |                 |                       | |               |                                                                        |                                    | |
| 4                                                             | 30 березня 1941 | Coultarn        | вантажне судно     | Велика Британія | 3 759                 | баласт | Конвой OB 302 | потоплено 60°18′ пн. ш. 29°28′ зх. д. / 60.300° пн. ш. 29.467° зх. д.  | 42 (3 загинули та 39 вціліли)      | |
| 5                                                             | 3 квітня 1941   | Thirlby         | вантажне судно     | Велика Британія | 4 887                 | пшениця | Конвой SC 26  | пошкоджено 43°20′ пн. ш. 66°15′ зх. д. / 43.333° пн. ш. 66.250° зх. д. | 42 (2 загинули та 40 вижили)       | Уражене торпедою G7a судно оголошене німцями затопленим, насправді Thirlby вціліло й дісталося пункту призначення                                                     |
| Третій похід (5.05—8.07.1941, 65 діб; Лор'ян—Сен-Назер)       |                 |                 |                    |                 |                       | |               |                                                                        |                                    | |
| 6                                                             | 21 травня 1941  | Robin Moor      | вантажне судно     | США             | 4 999                 | 5100 тонн генерального вантажу, зокрема пластини металу, сталеві рейки, рефрижератори, автомобілі, вантажівки та трактори |               | потоплено 6°10′ пн. ш. 25°40′ зх. д. / 6.167° пн. ш. 25.667° зх. д.    | 46 (усі вижили)                    | |
| 7                                                             | 21 травня 1941  | Tewkesbury      | вантажне судно     | Велика Британія | 4 601                 | 3548 тонн генерального вантажу, 2000 тонн пшениці та 1928 тонн консервованого м'яса                                       |               | потоплено 5°49′ пн. ш. 24°09′ зх. д. / 5.817° пн. ш. 24.150° зх. д.    | 42 (усі вижили)                    | |
| 8                                                             | 31 травня 1941  | Sangara         | вантажне судно     | Велика Британія | 5 445                 | генеральні вантажі |               | знищено 5°32′ пн. ш. 0°12′ зх. д. / 5.533° пн. ш. 0.200° зх. д.        | ? (1 загинув та решта вижила)      | Судно зазнало тотальних руйнувань, але дісталося Аккри, де сіло на мілину. 12 серпня 1941 року рештки невдало атаковані італійським підводним човном «Енріко Таццолі» |
| 9                                                             | 4 червня 1941   | Robert Hughes   | земснаряд          | Велика Британія | 2 879                 | |               | знищено 6°24′ пн. ш. 3°24′ сх. д. / 6.400° пн. ш. 3.400° сх. д.        | 31 (14 загинули та 17 вцілілих)    | Судно підірвалося на міні, встановленій U-69 29 травня, та затонуло                                                                                                   |
| 10                                                            | 27 червня 1941  | Empire Ability  | суховантажне судно | Велика Британія | 7 603                 | 7725 тонн цукру, 238 тонн рому, 400 тонн горіхових ядр та 35 тонн фібри                                                   | Конвой SL 78  | потоплено 23°50′ пн. ш. 21°10′ зх. д. / 23.833° пн. ш. 21.167° зх. д.  | 109 (2 загинули та 107 вцілілі)    | |
| 11                                                            | 27 червня 1941  | River Lugar     | суховантажне судно | Велика Британія | 5 423                 | 9250 тонн залізної руди                                                                                                   | Конвой SL 78  | потоплено 24°00′ пн. ш. 21°00′ зх. д. / 24.000° пн. ш. 21.000° зх. д.  | 46 (40 загинули та 6 вцілілих)     | |
| 12                                                            | 3 липня 1941    | Robert L. Holt  | суховантажне судно | Велика Британія | 2 918                 | баласт | Конвой OB 337 | потоплено 24°15′ пн. ш. 20°00′ зх. д. / 24.250° пн. ш. 20.000° зх. д.  | 56 (усі загинули)                  | |
| Восьмий похід (12.04—25.06.1942, 75 діб; Сен-Назер—Сен-Назер) |                 |                 |                    |                 |                       | |               |                                                                        |                                    | |
| 13                                                            | 1 травня 1942   | James E. Newsom | вітрильне судно    | Канада          | 671                   | меляса |               | потоплено 35°50′ пн. ш. 59°40′ зх. д. / 35.833° пн. ш. 59.667° зх. д.  | 9 (усі вціліли)                    | |
| 14                                                            | 12 травня 1942  | Lise            | танкер             | Норвегія        | 6 826                 | баласт |               | потоплений 13°53′ пн. ш. 68°20′ зх. д. / 13.883° пн. ш. 68.333° зх. д. | 33 (12 загинули та 21 вцілілий)    | |
| 15                                                            | 13 травня 1942  | Norlantic       | суховантажне судно | США             | 2 606                 | 3800 тонн генеральних вантажів, зокрема цемент, сталь та залізні труби                                                    |               | потоплено 12°13′ пн. ш. 66°30′ зх. д. / 12.217° пн. ш. 66.500° зх. д.  | 29 (7 загинули та 22 вцілілі)      | |
| 16                                                            | 21 травня 1942  | Torondoc        | суховантажне судно | Канада          | 1 927                 | боксити |               | потоплено 14°45′ пн. ш. 62°15′ зх. д. / 14.750° пн. ш. 62.250° зх. д.  | 22 (усі загинули)                  | |
| 17                                                            | 5 червня 1942   | Letitia Porter  | буксир             | Нідерланди      | 15                    | |               | потоплений 18°15′ пн. ш. 53°45′ зх. д. / 18.250° пн. ш. 53.750° зх. д. | ? (0 загиблих та ? вижило)         | |
| Дев'ятий похід (15.08—5.11.1942, 83 доби; Сен-Назер—Лор'ян)   |                 |                 |                    |                 |                       | |               |                                                                        |                                    | |
| 18                                                            | 9 жовтня 1942   | Carolus         | суховантажне судно | Канада          | 2 375                 | порожня тара | Конвой NL 9   | потоплено 48°47′ пн. ш. 68°10′ зх. д. / 48.783° пн. ш. 68.167° зх. д.  | 30 (11 загиблих та 19 вижило)      | |
| 19                                                            | 14 жовтня 1942  | Caribou         | суховантажне судно | Велика Британія | 2 222                 | 118 — екіпаж та персонал обслуги і 73 пасажири                                                                            | Конвой NL 9   | потоплено 47°19′ пн. ш. 59°29′ зх. д. / 47.317° пн. ш. 59.483° зх. д.  | 237 (136 загинуло та 101 вцілілий) | |